# Peter Esseiva
Peter Esseiva, in het Latijn Petrus Esseiva (Fribourg, 3 april 1823 - aldaar, 8 mei 1899), was een Zwitsers politicus en dichter van Latijnse verzen.

## Leven en politieke loopbaan
Esseiva was de zoon van een katholieke, Duitstalige wijnhandelaar uit Fribourg. Hij studeerde aan het Collège Saint-Michel in zijn geboortestad. Vanaf 1845 gaf hij Duitse les op de plaatselijke Franstalige middelbare school.
Hij was vicekanselier van het kanton Fribourg van 1846 tot 1847, maar verloor deze positie na de nederlaag van de Sonderbund. In 1849 verhuisde hij naar Rome om er in dienst te treden bij de Zwitserse Garde onder paus Pius IX, eerst als kapitein-magistraat en later als grootrechter. Na de val van Rome in 1870 keerde hij terug naar Fribourg, waar hij rechter werd aan de kantonale rechtbank (1870-1889) en conservatief volksvertegenwoordiger in de Grote Raad (1888-1896).

## Literaire activiteit
Peter Esseiva schreef verschillende Latijnse gedichten over religieuze of satirische thema's. Hij nam meermaals deel aan het Certamen poeticum Hoeufftianum, een prestigieuze Latijnse poëziewedstrijd die van 1844 tot 1978 in Amsterdam gehouden werd. Hij behaalde er twaalf keer de gouden medaille en vier keer een grote onderscheiding. Zijn verzen waren vormelijk volmaakt en behandelden uiteenlopende onderwerpen, zoals de spoorwegen of de emancipatie van de vrouw.
Verder schreef Esseiva ook een essay over de Sonderbund-oorlog dat talrijke discussies teweegbracht en hem op processen vanwege radicalen en gematige conservatieven kwam te staan.
- Gemeinsame Normdatei: 141932619
- Historisch woordenboek van Zwitserland: 045106
- International Standard Name Identifier: 0000 0000 6244 6236
- Library of Congress Control Number: no2009056710
- Nederlandse Thesaurus van Auteursnamen: 06987364X
- Istituto Centrale per il Catalogo Unico: CUBV060909
- Système universitaire de documentation: 181524546
- Virtual International Authority File: 88898906
- WorldCat: E39PBJycHkc6DGYMhBXgmDMVmd